# Albert Chauvel
Albert Chauvel, né le 25 juin 1895 à Rosny-sous-Bois et mort le 2 décembre 1974 à Paris, est un architecte français, architecte en chef des monuments historiques.

## Biographie
Albert Chauvel naît le 25 juin 1895 à Rosny-sous-Bois. En 1919, alors élève à l'École des beaux-arts, il épouse Marie Dorizon, future décoratrice. Parents de deux filles nées en 1925 et 1926, ils s'établissent 32, rue de Verneuil, où Albert Chauvel a ses bureaux.
Albert Chauvel est reçu au concours de recrutement d'architecte en chef des monuments historiques en 1925. Sa thèse porte sur l'église de Fosses.
Il est nommé architecte en chef des monuments historiques chargé de la Savoie (1925), puis du Gard (1933). Il s'occupe à partir de 1937 de la Seine-Maritime, avec notamment la cathédrale, le palais archiépiscopal et l'église Saint-Maclou.
Il sera également responsable des monuments de la ville d'Arles et des monuments du premier arrondissement de Paris.
Architecte des bâtiments civils, il devient adjoint à l'inspection générale des monuments historiques en 1945 et est nommé inspecteur général en 1948.
Il prend sa retraite en 1965. Il meurt le 2 décembre 1974 à Paris.

## Prix et distinctions
- Grande Médaille d'Argent décernée par la Société centrale des architectes français
- Prix Jean-Leclair décerné par l'Institut
- Médaille de Bronze au Salon des artistes français
- Médaille des Monuments Historiques
- Officier d'académie (1933)
- Officier de l'Instruction publique (1938)
- Commandeur de la Légion d'honneur (1957)[4]

## Réalisations
- restauration des thermes romains d'Aix-les-Bains
- restauration des portes de l'église de Bayons
- restauration des couvertures de la cathédrale de Digne-les-Bains
- restauration de l'abbaye Saint-Gilles
- restauration du Pont du Gard
- restauration des remparts d'Aigues-Mortes
- restauration de l'amphithéâtre de Nîmes
- restauration de la chartreuse de Villeneuve-les-Avignon
- restauration de la cour d'appel de Rouen (1941-1950)
- restauration de la Cathédrale Notre-Dame de Rouen
- restauration du palais archiépiscopal de Rouen
- restauration de l'église Saint-Maclou de Rouen
- restauration de la cathédrale Saint-Nazaire de Béziers
- restauration de l'église Sainte-Léocadie de Vic-la-Gardiole
- restauration de la collégiale Saint-Paul de Clermont-l'Hérault